# Потолкуем малость?
«Потолкуем малость?» — сатирический рассказ известного фантаста Роберта Шекли. Написан в 1965 году. Был впервые опубликован в октябре 1965 года в журнале «Galaxy Science Fiction». Тогда же номинировался на премию «Небьюла». Входит в авторский сборник «Ловушка для людей».
В произведении поднят вопрос о замаскированной агрессии государств (единой Земли в рассказе), под законным предлогом присваивающих то, что им нужно (чужие планеты).

## Сюжет
Джексон приземляется на новую населённую планету (аборигены называют её На). Он — феноменальный полиглот, умеющий быстро учить любые языки, но главная его цель — купить любую недвижимость, для того, чтобы Земля имела законный повод для захвата планеты под предлогом защиты своего гражданина.

Земля была крайне цивилизованным местом, где привыкли уважать законы. А ни одна цивилизованная нация, придерживающаяся законов, не любит пачкать руки в крови. «…» Конечно же, посланников нужно защищать, а убийство должно караться — это все знают. Но всё равно неприятно читать о геноциде, попивая свой утренний кофе. Такие новости могут испортить настроение на весь день. Три-четыре геноцида, и человек может так рассердиться, что отдаст свой голос другому кандидату.

Но эволюция местного языка хон шла неимоверно быстро — в течение недели он менялся неузнаваемо.

Язык планеты На был точным, невероятным подобием реки Гераклита. «Нельзя дважды вступить в одну и ту же реку, — сказал Гераклит, — ведь в ней вечно текут другие воды».

В итоге Джексон (и Земля) впервые потерпел поражение, и, осыпая всё и вся проклятьями, улетел восвояси. Всё заканчивается разговором наян на новой версии хона (которую вне вселенной рассказа невозможно перевести), обсуждающих некую «ужасную правду», связанную с Джексоном, «которую нам лучше не знать».